# Trichlorure de tétraéthylammonium
 (septembre 2023).
Le trichlorure de tétraéthylammonium (également connu sous le nom de réactif de Mioskowski) est un composé chimique de formule [NEt4][Cl3] constitué d'un cation tétraéthylammonium et d'un trichlorure comme anion. Le trichlorure est l'un des anions polychlorés les plus simples. Le trichlorure de tétraéthylammonium est utilisé comme réactif pour les réactions de chloration et d'oxydation.

## Propriétés
À température ambiante, le trichlorure de tétraéthylammonium est un solide jaune soluble dans les solvants organiques polaires (par exemple, le dichlorométhane ou l'acétonitrile ). Comme il s'agit d'un oxydant puissant et d'un agent de chloration, il réagit avec la plupart des solvants organiques.

## Préparation
Généralement, le trichlorure de tétraéthylammonium est préparé par réaction de chlorure de tétraéthylammonium et de chlore élémentaire dans le dichlorométhane à température ambiante . Après l'évaporation du solvant, le trichlorure de tétraéthylammonium est obtenu sous forme d'un solide jaune.
[NEt4]Cl + Cl2 → [NEt4][Cl3]
Récemment, une préparation alternative de trichlorure de tétraéthylammonium a été décrite en utilisant du chlorure de tétraéthylammonium et du peroxymonosulfate de potassium comme oxydant.

## Applications

Réactions de trichlorure de tétraéthylammonium

En général, le trichlorure de tétraéthylammonium a une réactivité similaire à celle du chlore élémentaire et d'autres trichlorures, comme le trichlorure de triéthylméthylammonium. Puisque le trichlorure de tétraéthylammonium est un solide et peut être dissous dans le dichlorométhane ou de l'acétonitrile, il est utilisé comme un réactif alternatif plus facile à manipuler au chlore élémentaire, en particulier pour la synthèse d'intermédiaires dans la synthèse de produits naturels,,.
Le trichlorure de tétraéthylammonium réagit avec les alcènes pour générer les alcanes 1,2-dichlorés correspondants et, de manière similaire, avec les alcynes pour générer les alcènes dichlorés trans correspondants. Les cycles aromatiques riches en électrons sont chlorés en position para. Alors que les aldéhydes sont dichlorés en position alpha, les cétones ne subissent qu'une réaction de chloration, générant ainsi les cétones monochlorées en alpha.
En présence de 1,4-diazabicyclo[2.2.2]octane, le trichlorure de tétraéthylammonium est un oxydant et il est utilisé pour l'oxydation des alcools primaires en aldéhydes et des alcools secondaires en cétones. Pour les composés portant à la fois un alcool primaire et un alcool secondaire, on observe une oxydation sélective de l'alcool secondaire. Les acétals subissent une chloration CH de la liaison CH tertiaire fournissant les acétals chlorés correspondants.